# 西部山区联盟
西部山区联盟（Mountain West Conference，MWC），是美國西部的一個大学体育竞技聯盟，属于NCAA第一级别，而在美式橄榄球运动中则属于美式足球碗赛分区。该联盟于1999年成立。

## 成员

### 现有成员
- 美国空军军官学校（隼）
- 博伊西州立大学（野马）
- 科罗拉多州立大学（公羊）
- 新墨西哥大学（狼）
- 犹他州立大学（农学家）
- 怀俄明大学（牛仔）
- 加州州立大學弗雷斯諾分校（斗牛犬）
- 内华达大学雷诺分校（狼群）
- 圣迭戈州立大学（阿兹特克）
- 聖荷西州立大學（斯巴达人）
- 内华达大学拉斯维加斯分校（起义者）

### 合作成员
- 科羅拉多學院（虎）（仅合作女子足球，学院则主要参与南部大学竞技联盟）
- 夏威夷大学马诺阿分校（彩虹勇士）（仅合作橄欖球，学院则主要参与大西联盟）

## 运动
西部山区联盟分别资助NCAA认可的八项男子及十项女子运动。夏威夷大学马诺阿分校（彩虹勇士）仅为美式橄榄球的副会员。而科羅拉多學院（虎）仅为女子足球的副会员。